# Wrotkarstwo szybkie na World Games 2009
Wrotkarstwo szybkie na World Games 2009 odbyło się w dniach 17 – 19 lipca na torze do jazdy na wrotkach Yangming Skating Rink. Gospodarze zdominowali tę dyscyplinę sportową zdobywając cztery złote medale (w sumie 8 medali). Wrotkarze reprezentujący Kolumbię zdobyli najwięcej medali (w liczbie 10) ale zajęli drugą pozycję w tabeli medalowej zawodów. 

## Uczestnicy
| - Australia (1) - Belgia (3) - Chile (2) - Kolumbia (9) - Dania (1) - Ekwador (1) - Hiszpania (3) - Francja (4) - Niemcy (4) | - Włochy (7) - Japonia (1) - Korea Południowa (7) - Holandia (3) - Nowa Zelandia (3) - Szwajcaria (2) - Chińskie Tajpej (6) - Stany Zjednoczone (1) - Wenezuela (2) |

## Medaliści
| Konkurencja   | Złoto                | Srebro               | Brąz                 |
| Mężczyźni     |                      |                      |                      |
| 300 metrów    | Lo Wei-lin           | Andres Felipe Munoz  | Pedro Armando Causil |
| 500 metrów    | Andres Felipe Munoz  | Lo Wei-lin           | Lee Myung-kyu        |
| 1000 metrów   | Pedro Armando Causil | Alexis Contin        | Claudio Naselli      |
| 10 000 metrów | Yann Guyader         | Nelson Garzon        | Daniel Alvarez       |
| 15 000 metrów | Jorge Luis Cifuentes | Yann Guyader         | Andres Felipe Munoz  |
| Kobiety       |                      |                      |                      |
| 300 metrów    | Huang Yu-ting        | Hsu Chiao-jen        | Lim Jin-seon         |
| 500 metrów    | Huang Yu-ting        | Lim Jin-seon         | Yersi Puello         |
| 1000 metrów   | Huang Yu-ting        | Hsu Chiao-jen        | Nicole Begg          |
| 10 000 metrów | Woo Hyo-sook         | Martha Lucia Ramirez | Nicole Begg          |
| 15 000 metrów | Woo Hyo-sook         | Martha Lucia Ramirez | Pan Yi-chin          |

### Tabela medalowa zawodów
| Poz.    | Państwo          |    |    |    |    |
| ------- | ---------------- | -- | -- | -- | -- |
| 1       | Chińskie Tajpej  | 4  | 3  | 1  | 8  |
| 2       | Kolumbia         | 3  | 4  | 3  | 10 |
| 3       | Korea Południowa | 2  | 1  | 2  | 5  |
| 4       | Francja          | 1  | 2  | 0  | 3  |
| 5       | Nowa Zelandia    | 0  | 0  | 2  | 2  |
| 6       | Włochy           | 0  | 0  | 0  | 1  |
| 6=      | Wenezuela        | 0  | 0  | 0  | 1  |
| Łącznie | Łącznie          | 10 | 10 | 10 | 30 |